# Jyske mesterskab (fodbold)
Det jyske mesterskab i fodbold også kendt som Jyllandsmesterskabet var en turnering organiseret af Jysk Boldspil-Union, blev introduceret i 1902 og var på det tidspunkt det øverste niveau for de jyske klubber under navnet JBUs A-række eller Række A. Fra 1922 hed turneringen Mesterskabsrækken eller JBUs Mesterskabsrække for i 1950 at blive til Jyllandsserien.
Fra 1912 gjaldt turneringen som kvalifikation til kampen om Provinsmesterskabsturneringen og Landsfodboldturneringen. Fra 1927 blev kampene i det jyske mesterskab spillet sideløbende med opgørene i den nye landsdækkende Danmarksturnering. Indførelsen af Danmarksturneringen fik dog den konsekvens, at det jyske mesterskab fra 1936 mistede noget af sin prestige, da de bedste hold ikke længere deltog før til sidst i sæsonen. Det var besluttet, at klubberne i Danmarksturneringen skulle møde hinanden både ude og hjemme. Dermed var der for de 5-6 bedste jyske klubber ikke længere plads i kampkalenderen til at spille med en hel sæson om det jyske mesterskab. Først i slutspillet deltog det bedst placerede jyske hold fra 1. division og 2. division mod de to bedst placerede hold fra JBUs Mesterskabsrække i kampen om om Jyllandsmesterskabet. Samtidig blev Det Jyske Mesterskab en del af kvalifikationen til den tredjebedste række i Danmarksturneringen.
I 1950 blev det ikke længere muligt for de bedste jyske hold at deltage i turneringens slutspil, idet kampprogrammet for JBUs Mesterskabsrække sluttede meget sent på sæsonen. I 1951 blev mesterskabet en del af turneringssystemet som fjerdebedste niveau og omdøbt til Jyllandsserien.

## Resultater

### JBU's A-række (1902-1922)
| Sæson        | Vinder             | Finalist      | Resultat               | Sted                                |
| ------------ | ------------------ | ------------- | ---------------------- | ----------------------------------- |
| 1902         | SK Cimbria Aalborg | Horsens BK    | 17 - 0                 | Horsens                             |
| 1903 forår   | Aalborg Boldklub   | Horsens BK    | 3 - 1                  | Aalborg                             |
| 1903 efterår | Aalborg FBK [a]    | Horsens BK    | 11 - 1                 | Aalborg                             |
| 1904 forår   | Aalborg FBK        | Vejle BK      | [b]                    |                                     |
| 1904 efterår | Aalborg FBK        | Vejle BK      | 4 - 0                  | Vejle                               |
| 1905 forår   | Aalborg FBK        | Vejle BK      | 4 - 1                  |                                     |
| 1905 efterår | Aalborg FBK        | Vejle BK      | 6 - 1                  | Vejle                               |
| 1906         | Aalborg FBK        | Kolding IF    | 3 - 0                  | Aalborg                             |
| 1906-07      | AaB[c]             | Horsens IK    | 3 - 2                  | Marselisborg Boldplads, Aarhus      |
| 1907-08      | AGF                | Ringkøbing IF | 3 - 2                  | Marselisborg Boldplads, Aarhus      |
| 1908-09      | AGF                | Ringkøbing IF | 0 - 0 e.f.s., 3 - 2    | Landsudstillingens bane, Aarhus     |
| 1909-10      | AaB                | Vejle BK      | 4 - 1                  | Aalborg                             |
| 1910-11      | AaB                | Vamdrup BK    | 1 - 1 e.f.s., 1 - 0    | Aalborg - Banen v. Friheden, Aarhus |
| 1911-12      | Vejle BK           | AaB           | 5 - 1                  | Vejle                               |
| 1912-13      | Vejle BK           | AaB           | 4 - 2                  | Banen v. Dalgas Avenue, Aarhus      |
| 1913-14      | Vejle BK           | AaB           | 4 - 2                  | Banen v. Dalgas Avenue, Aarhus      |
| 1914-15      | Vejle BK           | AaB           | 2 - 1                  | Banen v. Dalgas Avenue, Aarhus      |
| 1915-16      | Randers Freja      | Vejen SF      | 2 - 1 e.f.s.[d]        | Sportspladsen, Vejle                |
| 1916-17      | Randers Freja      | Vejen SF      | 2 - 2 e.f.s., 3 - 0[e] | Vejle                               |
| 1917-18      | Randers Freja      | Vejle BK      | 2 - 1 e.f.s.[d]        | Horsens                             |
| 1918-19      | AGF                | Vejle BK      | 4 - 1                  | Horsens                             |
| 1919-20      | Ringkøbing IF      | AaB           | 5 - 3[f]               | Banen v. Dalgas Avenue, Aarhus      |
| 1920-21      | AGF                | Vejle BK      | 2 - 0                  | Horsens                             |
| 1921-22      | AGF                | Vejen SF      | 4 - 0                  | Horsens                             |

1. ^ Resultatet er ukendt.
2. ^ SK Cimbria Aalborg, der vandt det første mesterskab i 1902, skiftede i 1903 navn Aalborg Fodboldklub.
3. ^ Aalborg BK og Aalborg FBK gik i 1906 sammen i Aalborg Boldspil klub (AaB)
4. ^ a b Ordinær kamp 1-1.
5. ^ Efter den første finalekamp endte uafgjort blev Randers Freja diskvalificeret. Randers Freja havde nægtet at spille omkamp dagen efter, fordi to spillere var forhindret p.g.a. arbejde, så Vejen SF blev erklæret som vinder. Randers Freja fik dog medhold i en protest til DBU, og den 12. august 1917 blev finalen spillet om med Randers Freja som vinder med cifrene 3-0.[4]
6. ^ a b Ordinær kamp 3-3.

### JBU's Mesterskabsrække (1922-1926)
De seks bedste hold spillede ti kampe mod hinanden ude og hjemme. Nr. seks rykkede ud af rækken.
| Sæson   | Vinder     | Nr. 2         | nr. 3         |
| ------- | ---------- | ------------- | ------------- |
| 1922-23 | AGF        | Aalborg Chang | Vejle BK      |
| 1923-24 | Viborg FF  | AGF           | Aalborg Chang |
| 1924-25 | AGF[a]     | Aalborg Chang | Horsens fS    |
| 1925-26 | Horsens fS | AaB           | Viborg FF     |

1. ^ AGF og Aalborg Chang sluttede a point. Omkamp om mesterskabet i Randers: AGF - Aalborg Chang 3-1.

### JBU's Mesterskabsrække (1926-1936)
De 12 bedste hold inddeltes i to kredse og spillede ti kampe mod hinanden ude og hjemme. I 1932 udvides hver af de to kredse med otte hold. Vinderen af hver kreds mødtes i en finale over to kampe hjemme og ude. Det hold med flest point efter to finalekampe blev erklæret som vinder. I tilfælde af pointlighed spilledes en ny kamp på neutral grund.
 Da mange af finalerne endte i en tredje finalekamp, opstod der mistanke om, at der blev spekuleret i det samlede resultat for at udløse en tredje finalekamp og dermed ekstra entréindtægter. Så fra 1936 bestod finalen igen kun af én kamp spillet på neutral bane.
| Sæson   | Vinder     | Finalist   | Resultat               |
| ------- | ---------- | ---------- | ---------------------- |
| 1926-27 | Horsens fS | Viborg FF  | 3 - 2, 11- 0[a]        |
| 1927-28 | AaB        | Esbjerg fB | 3 - 0, 3 - 0           |
| 1928-29 | AaB        | Horsens fS | 3 - 3, 4 - 1[b]        |
| 1929-30 | AaB        | Horsens fS | 3 - 0, 4 - 2           |
| 1930-31 | Esbjerg fB | AGF        | 3 - 1, 2 - 1           |
| 1931-32 | AaB        | Esbjerg fB | 3 - 4, 2 - 1, 5 - 2[c] |
| 1932-33 | AaB        | Esbjerg fB | 2 - 4, 2 - 0, 2 - 0[c] |
| 1933-34 | AGF        | Esbjerg fB | 2 - 0, 2 - 4, 5 - 0[c] |
| 1934-35 | AGF        | Horsens fS | 2 - 0, 3 - 1           |
| 1935-36 | Vejen SF   | AIA        | 1 - 1, 1 - 1, 2 - 1[d] |

1. ^ Spillet i Randers og Aarhus.
2. ^ Begge kampe spillet i Vejle.
3. ^ a b c Tredje finalekamp spillet i Aarhus.
4. ^ Tredje finalekamp spillet i Kolding.

### Jyllandsmesterskabet (1936-1950)
Fra og med sæsonen 1936-37 deltog de bedste jyske klubber ikke i JBU’s Mesterskabsrække, fordi DBU havde besluttet, at klubberne i Danmarksturneringen skulle spille dobbelt så mange kampe. 
I stedet indtrådte den bedste jyske klub fra henholdsvis Danmarksturneringens 1. og 2. division først i et slutspil i slutningen af sæsonen mod de to bedste hold fra JBU’s Mesterskabsrække om at finde vinderen af Jyllandsmesterskabet. Det blev fra 1946 ændret, så var vinderen af JBUs Mesterrække, plus bedste jyske klub fra Danmarksturneringens 1., 2. og 3. division, der deltog.

I 1950 blev turneringsformen opgivet, idet man fandt det ulogisk, at flere jyske klubber fra 1. division og 2. division ikke kunne deltage. Det lykkedes ikke for de jyske klubber at blive enige om et nyt format, så man fremover anså det bedst placerede jyske hold i Danmarksturneringen som jyske mester.
| Sæson   | Vinder         | Finalist       | Resultat         |
| ------- | -------------- | -------------- | ---------------- |
| 1936-37 | Vejen SF       | Holstebro      | 2 - 1            |
| 1937-38 | Vejle BK       | Vejen SF       | 5 - 4            |
| 1938-39 | AIA            | Vejle BK       | 2 - 1            |
| 1939-40 | Annulleret [a] |                |                  |
| 1940-41 | AaB            | Vejen SF       | 3 - 1            |
| 1941-42 | AaB            | Kolding IF     | 3 - 1            |
| 1942-43 | Horsens fS     | AGF            | 4 - 2            |
| 1943-44 | AGF            | Randers Freja  | 0 - 0, 3 - 1 [b] |
| 1944-45 | Annulleret [c] |                |                  |
| 1945-46 | AGF            | Herning Fremad | 3 - 3, 3 - 2     |
| 1946-47 | Vejle BK       | Esbjerg fB     | 2 - 2, 2 - 1     |
| 1947-48 | Randers Freja  | Vejle BK       | 1 - 1, 5 - 1     |
| 1948-49 | AGF            | Esbjerg fB     | 4 - 0[d]         |
| 1949-50 | AGF            | AaB            | 1 - 0            |

1. ^ P. g. a. Tysklands invasion af Danmark 9. april 1940 blev der ikke gennemført et slutspil. De to kredsvindere Holstebro og Kolding IF mødtes i en uofficiel finale med resultaterne 9-4, 1-2.
2. ^ Første kamp blev spillet i Aarhus. Omkampen blev spillet i Randers.
3. ^ Mangel på brændstof begrænsede mulighederne for transport, så turneringen blev standset.
4. ^ Spillet i Aarhus.

## Flest titler
Turneringen var domineret af klubberne fra Jyllands to største byer, Aalborg (18 titler) og Aarhus (14 titler). AGF er mest succesrige klub med i alt 13 titler, der blev vundet i perioden 1919-1950.
| Klub          | Titler |
| ------------- | ------ |
| AGF           | 13     |
| AaB           | 11 [a] |
| Aalborg FBK   | 7 [b]  |
| Vejle BK      | 6      |
| Randers Freja | 4      |
| Horsens fS    | 3      |
| Vejen SF      | 2      |
| AIA           | 1      |
| Viborg FF     | 1      |
| Ringkøbing IF | 1      |
| Esbjerg fB    | 1      |

1. ^ AaB vandt klubbens første titel i 1903 under klubbens oprindelige navn, Aalborg BK. I 1906 gik klubben sammen med Aalborg FBK i Aalborg Boldspil klub (AaB)
2. ^ Aalborg Fodboldklub vandt i 1902 det første jyske mesterskab under navnet SK Cimbria Aalborg.